# Малыгин, Семён Лукич
Семён Лукич Малыгин (8 ноября 1925 — 18 января 2008) — передовик советской нефтегазовой отрасли, буровой мастер Мегионской нефтеразведочной экспедиции Главного Тюменского производственного геологического управления Министерства геологии РСФСР, Ханты-Мансийский национальный округ, Герой Социалистического Труда (1971). Принадлежит к плеяде первопроходцев легендарного Самотлорского месторождения. Бригада Семёна Малыгина пробурила вторую (после легендарной Р-1 Григория Норкина) разведочную скважину Самотлора.

## Биография
Родился 8 ноября 1925 году в селе Верхнебешкиль, Исетского района Тюменского округа Уральской области, в русской крестьянской семье. В 1940 году завершил обучение в сельской семилетней школе. С 1940 года начал свою трудовую деятельность учеником электромонтёра на деревообрабатывающем комбинате «Красный Октябрь» в Тюмени. Позже стал работать электромонтёром самостоятельно.

### Военные годы
8 января 1943 года был призван в Красную Армию. Участник Великой Отечественной войны. Служил в 6-м запасном полку 7-й запасной стрелковой дивизии Уральского военного округа в городе Кунгур Пермской области. С лета 1943 года принимал участие в боях Второй мировой войны. 
На фронтах Великой Отечественной войны связист Малыгин зачастую находился на передовой огневого рубежа.  
Неоднократно ему приходилось восстанавливать линию связи под обстрелами. 
Во время битвы на Днепре — крупнейшего сражения в мировой истории перед Семёном и двумя его товарищами была поставлена сложнейшая задача по установлению связи командования с первой группой пробившихся на противоположный берег советских солдат.  
Деревянный плот, на котором связисты преодолевали водную преграду, рассыпался от разрыва вражеского снаряда. Новобранец Малыгин сжал в зубах телефонный провод и поплыл вперёд. Связь с наступающим подразделением была своевременно обеспечена. Боевое крещение, и первая боевая награда — медаль «За отвагу». 

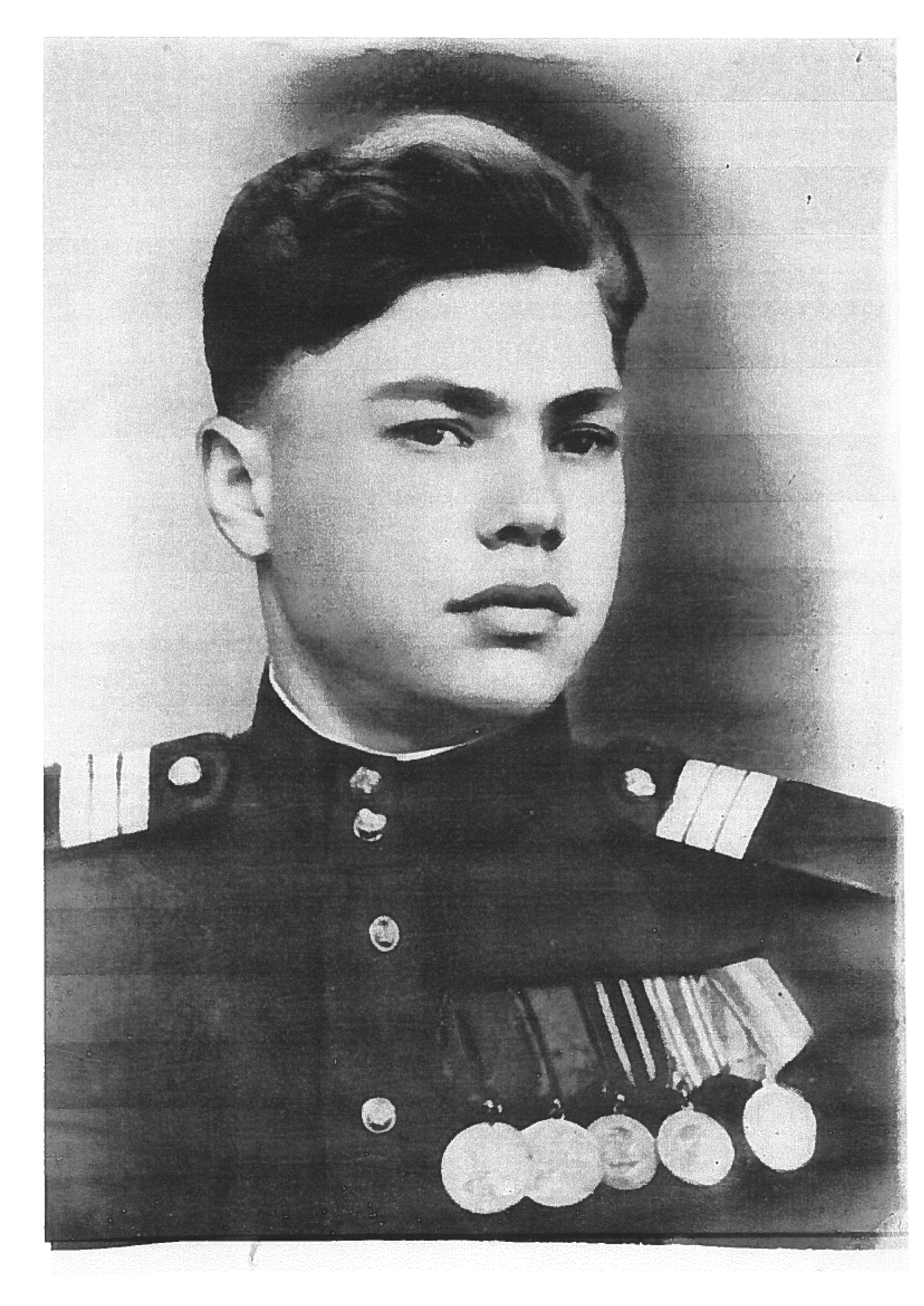

После их полку необходимо было охранять переправу. Сам Семён Лукич о тех событиях рассказывал так: 
«Чернело небо от вражеской авиации. «Юнкерсы» заходили по кругу один за другим, бросали бомбы, расстреливали пехоту из пулемётов. Вода в Днепре бурлила и кипела. Но переправа благодаря умелым действиям наших солдат жила, действовала».
Вторую медаль «За отвагу»  самоотверженный боец Малыгин получил во время форсирования украинской реки Южный Буг. Под покровом ночи солдаты приступили к возведению переправы. Но враг, словно ждал этого момента: начал массированный обстрел. Разгорелся бой. Перед связистом Семёном стояла чёткая задача — устранить повреждение на линии между батальоном и полком.
«Снаряды и мины крошили провода, — вспоминал Семён Лукич. — Я трижды сращивал разрывы. Последний оказался особенно большим, так как взрывная волна далеко разбросала провода. Обнаружив один конец, включился в сеть, доложил об обстановке. Потом продолжил поиски. Наконец, нашел второй. Крепко держал оба конца провода в руках, но соединить их не удавалось. Так и держал до прихода помощи, за это и получил награду».

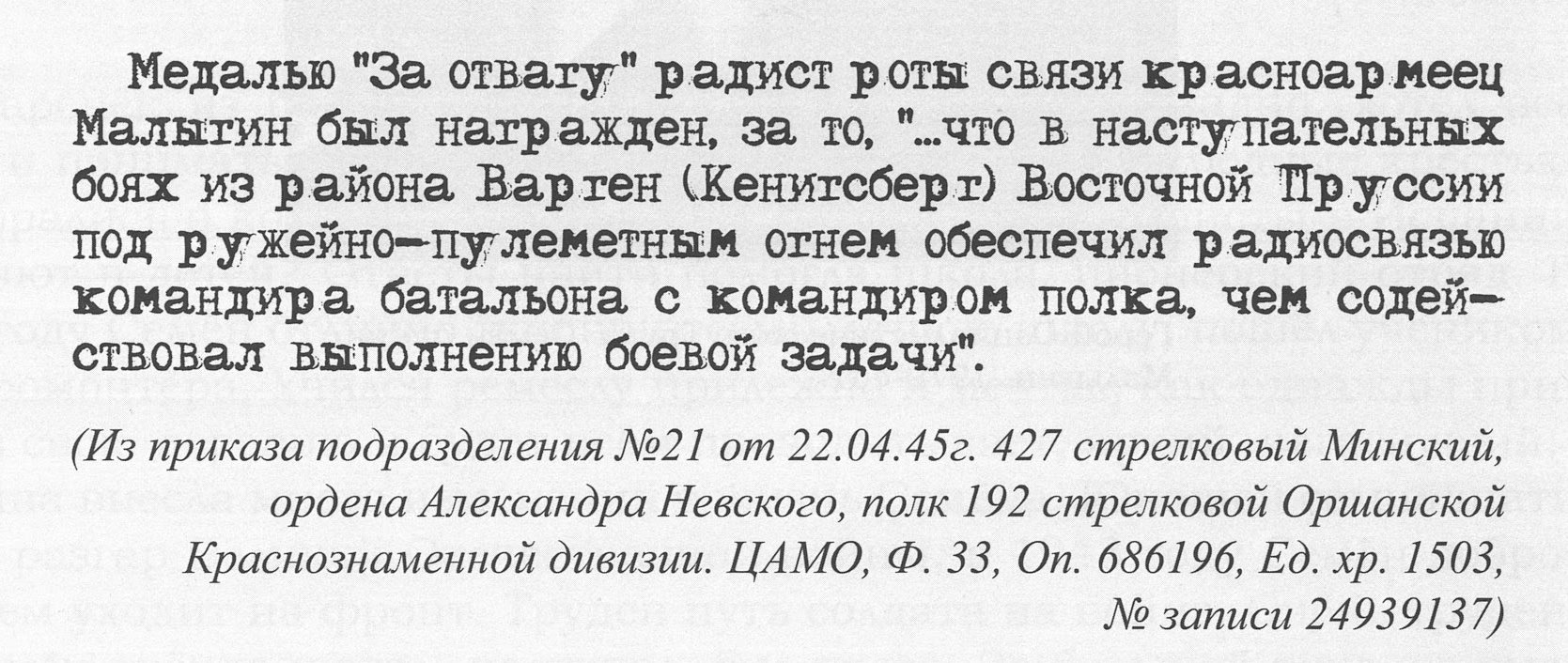

Во время последующих наступательных боёв (в том числе в Восточно-Прусской наступательной операции) Семён Лукич получил свою третью медаль «За отвагу». Это была разведка боем с одновременным обеспечением связи. 
«Впереди — линия противника, сзади — штаб фашистов. Местом укрытия я и ещё трое разведчиков-связистов выбрали глубокую яму, заросшую кустарником. Из неё и вели наблюдение. Когда все точки были нанесены на карты, стали передавать нужные сведения. Едва первый снаряд артиллеристов угодил в цель, гитлеровцы всполошились и открыли ответный ураганный огонь по нашим позициям. Но, несмотря на это, все огневые точки противника вскоре были подавлены. Лишь с наступлением темноты перестрелка стала стихать, и мы смогли благополучно вернуться к своим», — такие сведения хранятся о том героическом поступке в воспоминаниях Семёна Лукича. 

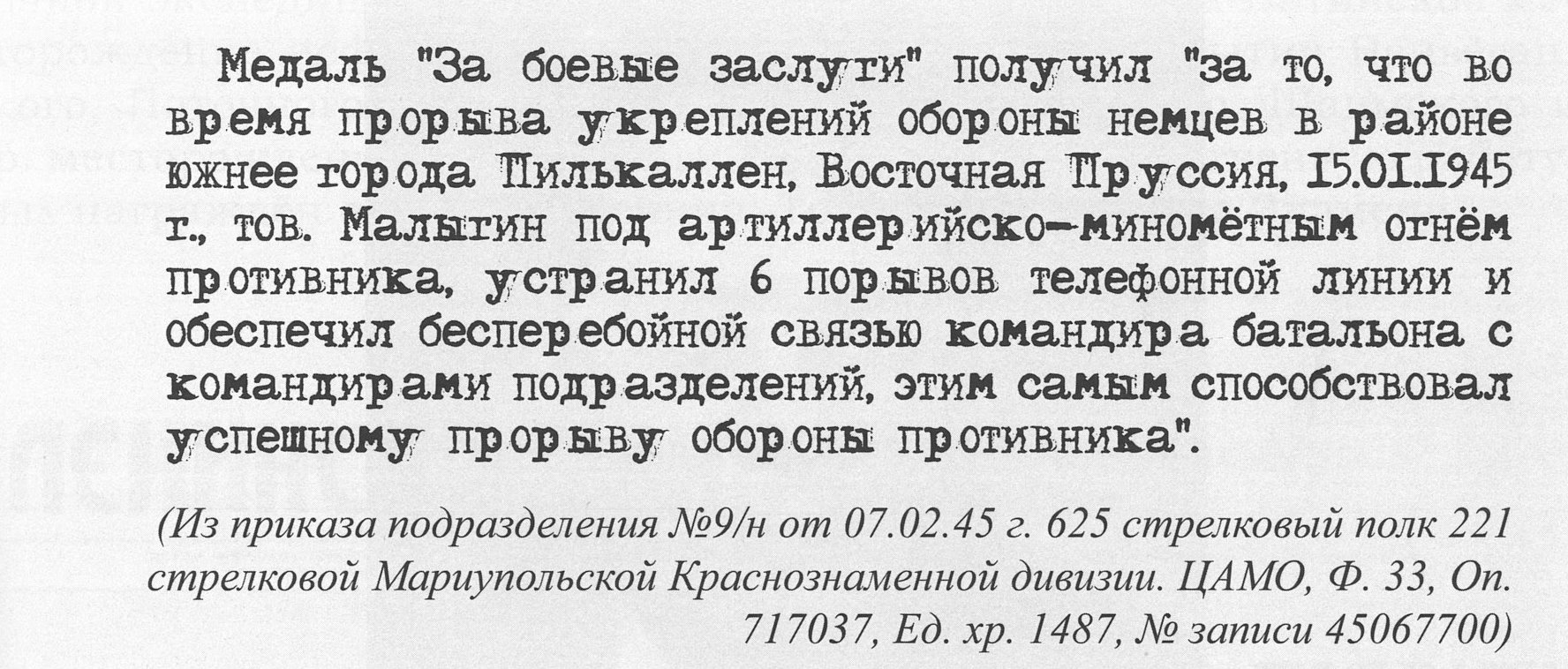

При отражении ночной атаки немцев под Кёнигсбергом  Был ранен в бою 24 января 1945 года Малыгин получил ранение в руку и попал в госпиталь. Там и встретил Победу. После месячного лечения вернулся в строй. 

   
Состав Оршанской дивизии, в которую к тому моменту вошёл Семён Малыгин, перебросили на восток в район Чита-Монголия, где формировался Забайкальский фронт. Здесь он принял участие в советско-японской войне августа 1945 года. Отличился в бою при преодолении горного хребта Большой Хинган.  
«Дорогие родные мои, — адресовал Семён письмо близким, — домой пока не ждите. Японские самураи расползлись по горам и сопкам, так что пока мы ещё воюем». 
С японцами он встретился на вершине Большой Хинган. Советской армии удалось сбросить их и выйти в Маньчжурию. Здесь Семён Лукич получил медаль «За боевые заслуги». 
После 1945 года служил в конвойных частях Министерства внутренних дел СССР в Прибалтике. Уволен со службы в 1950 году, отдав в общей сложности военному делу семь лет. 

### Нефтяное дело
В Тюменской области как раз в то время разворачивалась работа по поиску нефти и газа. Вместе с друзьями бывший фронтовик пошел на шестимесячные курсы бурильщиков при Тюменской геологоразведочной экспедиции. Здесь Семён Малыгин, как и на фронте, был в первых рядах.  
«Кто был на фронте, тот знает, что за доля у разведчиков», - любил повторять Семён Лукич.  
С 1950 года первая рабочая должность молодого геолога - помощник бурильщика в Тюменской буровой партии. Поначалу разведку вели в южных районах Тюменской области. С 1951 года трудился бурильщиком Уватской буровой партии, здесь он встретил свою судьбу — красавицу-сибирячку Машеньку. Вскоре сыграли свадьбу. 
С 1954 года Малыгина перевел в Туринскую буровую партию, с 1956 года - в Покровскую, с 1958 года - бурильщик и помощник бурового мастера Приуральской геологоразведочной экспедиции в Свердловской области. 
Постоянные переезды научили умению обживать съёмные квартиры, как свои собственные, и быстро «сворачиваться», если ожидается новый переезд. 

Эти годы свели Малыгина с Николаем Борисовичем Мелик-Карамовым (впоследствии ставшим Героем Социалистического Труда). Вместе они пробурили не один десяток скважин. На это ушло много лет, но нефти не было.   
- Вероятно, - вспоминал Семён Лукич, - мы делали массу бесполезной работы, можно было достичь большего эффекта с меньшими затратами. Но это цена становления. Тем не менее, открытий на юге Тюменской области не произошло. Нефти и газа здесь не оказалось. Зато был открыт огромный бассейн горячих минеральных вод, дополнительный источник благосостояния этого края.   
Геологи медленно, но неотвратимо двинулись на север. И снова были неудачи одна за другой. И все же они шли дальше, оставляя за собой остывшие огни бивуаков, скважины, которые на испытаниях «стреляли» минеральной или просто солёной водой. Иные по окончании бесплодного сезона уезжали. Их не осуждали: кому-то, возможно, быстрее, чем другим, хотелось видеть результаты своего труда.  Сибирь испытывала одержимых по самому высокому счёту.
— Мне часто говорили друзья-геологи: «Потерпи! Забьёт нефтяной фонтан, тогда поймешь, что без буровой у тебя жизни не будет», — вспоминал Семён Лукич. — И вот сейчас, когда мысленно возвращаешься в те далекие дни, приходишь к выводу: поиск и разведка на юге области выработали настойчивость, упорство, закалили характер. Люди, которые не разочаровались неудачами, не ушли из нашей семьи, стали первоклассными специалистами и своими открытиями удивили весь мир.
В 1959 году Малыгин завершил обучение в школе буровых мастеров. С 1960 года работал буровым мастером в Шаимской нефтеразведочной экспедиции и в ноябре возглавил буровую бригаду.  

Именно на Шаимской земле довелось пережить радость открытия.  
— Лично меня, — делился Семён Лукич, — этот фонтан утвердил в мысли, что теперь геологоразведка — моя судьба, с нею я навсегда.  
А между тем шли радостные сообщения геологов из районов Среднего Приобья. Нашли нефть в Мегионе, ударил фонтан в Усть-Балыке. Геологи были в полной уверенности, что на территории Ханты-Мансийского автономного округа, в его недрах — третий «нефтяной Баку». Тогда и перевели буровую бригаду Семёна Малыгина в полном составе в Мегион.  

С 1962 года почти 20 лет он отработал буровым мастером по сложным работам цеха опробования скважин в Мегионской нефтеразведочной экспедиции Тюменского геологоразведочного управления, которое проводило свои работы в Ханты-Мансийском автономном округе. Его бригада является первооткрывательницей Ватинского нефтяного месторождения. 
— … Север нас встретил сурово, — вспоминает  супруга Семёна Лукича Мария Фёдоровна. — К морозам мы как-то были готовы. Но условий для жизни практически никаких. Ложишься спать, а к утру, бывало, волосы примерзают к лавке… Но на шаимской земле Семён Лукич, а вместе с ним, конечно же, и мы, пережили радость открытия нефтяных залежей. Тогда он утвердился в мысли, что геологоразведка — его судьба, и с нею он навсегда… Кто же не слышал в 60-е о несметных богатствах Среднего Приобья. И мы переехали в Мегион, где нас разместили на бранвахту. Это что-то вроде баржи.  С этого укромного уголка и началось наше пребывание на новом месте. Вскоре нам выделили квартиру. Семён Лукич, возглавивший разведочную буровую бригаду, всю себя посвящал работе. С пониманием относилась я к его занятости: ответственность на нём лежала большая, он был в вечных беспокойствах за работу, людей. Ну и не мог он без буровой, скважин, нефтеразведки… Всё же, несмотря на неимоверные трудности,  мы, семьи первооткрывателей, жили очень весело и дружно. Оглядываясь на прошлое, понимаю, что мы умели ценить то, что у нас было… 
Балки холодные, тёмные, тесные, служили временным пристанищем, и большинство первопроходцев мирились с бытовыми трудностями. Но даже балков не хватало. Бригаде Малыгина пришлось хлебнуть полную чашу этих испытаний в первые мегионские зимовки. Семён Лукич, безусловно, понимал: Сибирь ждала людей сильных и стойких, готовых к проверке на прочность характера и воли. Молодёжь перебиралась сюда всерьез и надолго. В Среднем Приобье она прошла суровую школу жизни, школу мужества, стойкости и преданности делу.  
В 1971 году Мегионскую экспедицию наградили орденом «Знак Почета». Кто заработал награду? Все! Буровики, испытатели, вышкомонтажники, механизаторы, работники всех других служб. Так говорил Семён Лукич. На большинство площадей первыми выходили буровики Григория Норкина.  

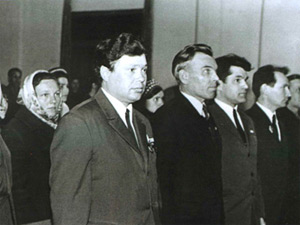

Бригаде Малыгина досталась скважина Р-6 на Мегионской площади. Бурили с большим подъемом. Думали: у Норкина каждая скважина дает нефть, значит, и мы получим. Керн был хорошим, обнадеживающим. Ждали с нетерпением результатов. И вот тебе на! Нет нефти! Это после шаимской-то удачной скважины такой сюрприз!… 

Поехали на другую точку этой же площади. Пробурили. Испытали. И вот он, наконец, первый нефтяной малыгинский фонтан на нижневартовской земле. Следом новый, полученный уже на Ватинском месторождении.
Вот как вспоминал то время сам Семён Лукич.

- На уникальном Самотлоре после бригады Г.И. Норкина мы бурили вторую скважину. Проклинали и себя, и «гнилой», окруженный болотными топями Самотлор. Но сражение за большую нефть началось. Тут уж стой по-сталинградски, насмерть. И выстояли! Наша скважина дала отличный фонтан нефти. Подумалось: не зря мерзли, не зря тонули. Потоки самотлорской нефти окупили все! 
Потом бригада Малыгина работала на многих других площадях. И везде получали нефть. И дебиты фонтанов были высокими, и качество нефти хорошее. Геологоразведчики работали с большим подъемом. Они знали, что за их делами следила вся страна. В 1966 году Малыгина наградили орденом Трудового Красного Знамени.
20 апреля 1971 года Указом Президиума Верховного Совета СССР за выдающиеся успехи в развитии геологоразведочных работ и разведке месторождений полезных ископаемых Семёну Лукичу Малыгину присвоено звание Героя Социалистического Труда с вручением ордена Ленина и золотой медали «Серп и Молот».
Потом С. Л. Малыгин был наставником для молодых. В 70-е годы на всю Тюменскую область гремела буровая бригада Владимира Макара. Ребята неоднократно завоёвывали специальный приз обкома комсомола имени Семёна Никитича Урусова. Они зачинатели многих интересных инициатив. Владимир Макар всегда называл своим учителем Семёна Лукича. 
В 1981 году Малыгин вышел на заслуженный отдых. 
Проживал в городе Тюмени, где и умер 18 января 2008 года. Похоронен на Червишевском-2 кладбище в городе Тюмени.

## Награды
За трудовые успехи удостоен:
- золотая звезда «Серп и Молот» (20.04.1971)
- орден Ленина (20.04.1971)
- Орден Отечественной войны II степени (11.03.1985)
- Орден Трудового Красного Знамени (04.07.1966)
- Герой социалистического труда
- три медали За отвагу (1943, 22.04.1945, 16.05.1945)
- две медали За боевые заслуги (07.02.1945, 25.08.1945)
- другие медали.